# 더우인백과
더우인백과(중국어: 抖音百科, 병음: dǒu yīn bǎi kē) 또는 더우인바이커, Baike.com은 판하이동(潘海東, 潘海东)이 2005년에 설립한 중국어 인터넷 백과사전이다. 비영리로 운영되는 위키백과와 달리 유료 서비스를 제공하고 있다. 후둥백과의 수익모델은 기업용 맞춤형 광고와 특화한 콘텐츠 매출이다.
2008년 겨울 기준으로, 1백만 명 이상의 사용자, 3백만 건의 문서를 보유하고 있다.